# La Mécanique des femmes (film)
Pour plus de détails, voir Fiche technique et Distribution.
La Mécanique des femmes est un film français du documentariste Jérôme de Missolz, sorti en 2000, basé sur le livre éponyme de 1992 de Louis Calaferte.

## Synopsis
Le film commence une nuit quelconque, quand le protagoniste (Rémi Martin) est au lit avec sa fiancée à Paris. Elle lui raconte qu'elle a rencontré une femme étrange et belle (Christine Boisson), en marche dans les rues de la ville à la recherche d'un homme, et qui s'avère inquiétante.
Son fiancé, obsédé par l'image de cette personne, essaye de la retrouver, dans différentes rencontres sexuelles avec diverses femmes, où se mêlent fantaisie et réalité, scènes du passé et du présent, qui le maintiennent attentif tout le long de la trame.
Une nuit, dans une festivité, il rencontre la dame de ses fantaisies, la femme mystérieuse dont on lui a parlé.

## Thématique
Le film explore les diverses manifestations de la sexualité féminine, par le biais de son protagoniste masculin, dans une variété de rencontres affectueuses avec de belles femmes qu'il arrive à connaître et à conquérir. Le film montre de fréquentes scènes de nus, et les personnages sont souvent anonymes et sans identité propre, surtout les femmes.
Inspiré du livre homonyme de Louis Calaferte publié en 1992, ce film est un pari cinématographique osé. À partir des 400 scènes ou des annotations dans des représentations très variées (monologues, dialogues, lettres…) du livre, Jérôme de Missolz et ses collaborateurs, Pierre Hodgson et Ariane Pick, en ont retenu seulement 80 pour construire un film à la manière d'une composition musicale.
Ce film, sans véritable intrigue, multiplie les ruptures de rythme. Résolument provocateur, destructif, poétique et lyrique, le film propose une vision très brute des femmes, hors normes.
Le seul personnage masculin réellement important dans l'histoire est construit par le biais des femmes qui apparaissent et disparaissent de son environnement, avec un rôle étrange, presque sans texte, où un regard, un geste, le corps, une position parviennent à faire passer un message.
La figure féminine paraît une traversée obsessionnelle et infirme, mêlant réalité et fiction, comme une façon de projeter l'idéalisation de toutes les options d'une femme de rêve.
Ce film est avant tout basé sur l'œuvre littéraire, qu'il suit fidèlement.
L'ouvrage de Calaferte est avant tout le récit documenté d'un séducteur. Comme le signale l'auteur en préface, La mécanique des femmes est une collection de situations réelles. Par le jeu kaléidoscopique des bribes de rencontres, Calaferte s'attache à transcrire une expérience objective, débarrassée des idées reçues sur la féminité et l'amour, pour rendre un portrait fragmenté et personnel de la féminité. La mécanique des femmes est une masse de confidences et de situations, de celles que seul un observateur absolument neutre et absolument inconnu peut recevoir et apercevoir.

## Fiche technique
Source : IMDb, sauf mention contraire
- Réalisateur : Jérôme de Missolz
- Scénariste : Jérôme de Missolz, Pierre Hodgson et Ariane Pick adapté d'après le roman éponyme de Louis Calaferte paru en 1992
- Producteurs :  Ariel Askénazi, Jacques Le Glou, Philippe Carcassonne et	Bénédicte Lesage
- Musique du film : Jean-François Pauvros
- Directeur de la photographie : Emmanuel Machuel
- Montage : Tina Baz
- Création des décors : Olivier Jacquet
- Création des costumes : Ann Dunsford
- Société de production : Centre National de la Cinématographie
- Format : couleur - 1,85:1 - 35 mm - Son  Dolby Digital
- Pays de production :  France
- Genre : drame
- Durée : 1h34
- Date de sortie :	
  - France : 15 novembre 2000

## Distribution
- Rémi Martin
- Christine Boisson
- Fabienne Babe
- Florence Loiret Caille
- Séverine Paquier
- Florence Denou
- Amina Annabi
- Tina Aumont
- Arben Bajraktaraj
- Juliette Farout
- Patricia Franchino
- Pierre Louis-Calixte
- Maïwenn
- Élodie Mennegand
- Mounette
- Laurence Romance
- Anne-Cécile Salvary
- Katerina Savrani
- Agnès Sourdillon

## Critique et réception
La mécanique des femmes a été un certain événement à sa première projection en France et dans le reste de l'Europe, par l'attente créée par la popularité du livre de Calaferte, avec des commentaires divisés.
La polémique a été plus importante en Amérique du Nord, au World Film Festival de Montréal, Canada en 2000.
Dans d'autres pays du continent américain, dès que la projection a pu avoir lieu, les réactions ont été plus banales, souvent négatives.
Certains ont qualifié le film de misogyne, portant atteinte à la dignité de la femme, en la présentant d'une manière unidimensionnelle, comme un objet sexuel, sans une plus grande attitude rationnelle ou affective. Selon ces critiques, la femme idéale du film répond seulement aux désirs masculins, sans tenir compte de la sexualité féminine.